# The Spoils of War
«The Spoils of War» es el cuarto episodio de la séptima temporada de la serie de televisión de fantasía Game of Thrones. Fue escrito por los creadores de la serie David Benioff y D. B. Weiss, y dirigido por Matt Shakman.
El título del episodio hace referencia al oro de los Tyrell y otros recursos en posesión de los Lannister después de tomar Altojardín. "Botín de Guerra" recibió elogios de los críticos, que enumeró la secuencia de la batalla final entre Daenerys y Jaime, el regreso de Arya a Invernalia y su interacción con Brienne, y la conversación entre Daenerys y Jon en Rocadragón como puntos destacados del episodio.
Recibió una nominación en los 70th Primetime Emmy Awards como mejor edición, y Nikolaj Coster-Waldau fue nominado como mejor actor de reparto, por primera vez en esta serie.
El episodio estableció un récord en la industria para la mayoría de los especialistas en incendios, con 73 "quemaduras de fuego", además de 20 personas que fueron incendiadas por un solo disparo. En los Estados Unidos, el episodio alcanzó una audiencia de 10.17 millones en su primera emisión, la tercera más alta de la serie. "Botín de Guerra" también recibió múltiples premios y nominaciones, incluyendo "Mejor episodio de TV" y "2017 People's Choice Award" de IGN.

## Argumento

### En Desembarco del Rey
Cersei Lannister le asegura a Tycho que las deudas de la Corona con el Banco de Hierro se pagarán en su totalidad. Discuten sobre la posibilidad de un nuevo préstamo que permita a Qyburn involucrar a la mercenaria Compañía Dorada de Essos.

### En Invernalia
Petyr Baelish le da a Bran Stark el puñal de acero de valyrio que se usó en el atentado contra la vida de Bran. Meñique intenta que Bran le cuente sus experiencias después de huir de Invernalia, y se desconcierta cuando Bran le repite el comentario anterior de Meñique a Varys de que "el caos es una escalera". Meera visita a Bran para despedirse, ya que quiere estar con su familia cuando ataquen los Caminantes Blancos. Bran se muestra indiferente a su partida y Meera, consternada, comenta en sentido figurado que Bran murió en la cueva de los Cuervos de Tres Ojos.
Arya Stark llega a Invernalia y elude a los guardias para visitar la tumba de Ned Stark en las criptas, donde se encuentra con Sansa. Ellas se van con Bran al árbol de Dioses. Arya se sorprende al descubrir que Bran sabe de su lista de asesinatos, y Bran le entrega la daga de acero valyrio. Podrick le asegura a Brienne que ha cumplido su juramento a Catelyn Tully pero Brienne insiste en que no hizo casi nada. Más tarde, Brienne y Podrick entrenan y Arya pide entrenar con Brienne. Ambas luchan y terminan en un empate, ante la mirada de Sansa y Meñique.

### En Rocadragón
Jon Nieve le muestra a Daenerys Targaryen la mina de vidriagón, en la que los dibujos de las cuevas representan a los Niños del Bosque y los Primeros Hombres luchando juntos contra los Caminantes Blancos. Aparentemente convencida de que Jon está diciendo la verdad, Daenerys jura luchar junto al Norte, pero solo si Jon se arrodilla. Jon se resiste.
Tyrion y Varys reportan la victoria en Roca Casterly y la pérdida de Altojardín; Daenerys cuestiona las lealtades de Tyrion. Considerando el ataque a Desembarco del Rey con sus dragones, Daenerys le pide un consejo a Jon. Él nota que sus seguidores creen que ella puede cambiar el mundo; pero si ella destruye una ciudad, será simplemente otra villana.
Más tarde, los sobrevivientes de la Flota de Hierro llegan a Rocadragón. Jon se enfrenta a Theon Greyjoy, considerando la salvación a Sansa de Ramsay Bolton como la única razón por la que no lo matará por traicionar a Robb. Theon revela que ha venido por la ayuda de Daenerys para rescatar a Yara, pero Jon y Davos le informan que ella se ha ido.

### En el Camino de Rosas
La mayor parte de la caravana Lannister se acerca a Desembarco del Rey después de que el oro de los Tyrell haya sido extraído de la ciudad. Jaime le da a Bronn una gran bolsa de oro, pero Bronn todavía quiere el castillo que le prometieron. Montando a Drogon, Daenerys lidera un ataque Dothraki que supera rápidamente la caravana. Abandonando el oro donde lo deja caer, Bronn hiere a Drogon con el escorpión de Qyburn. Drogon destruye el escorpión y aterriza; Daenerys se baja para tratar de ayudar a su dragón con la herida. Jaime acecha a Daenerys, pero Drogon le lanza fuego; Bronn empuja a Jaime hacia el río, donde éste comienza a hundirse bajo el peso de su armadura.

## Producción
"Botín de Guerra" fue escrito por los creadores de la serie, David Benioff y D. B. Weiss. Es el episodio más corto de la serie hasta la fecha. En el artículo "Inside the Episode" publicado por HBO tras la emisión del episodio, David Benioff habló sobre la inspiración para el regreso de Arya Stark a Invernalia, y dijo que se inspiró en el regreso de Odysseus, quien también es irreconocible después de hacer su viaje. Benioff también dijo que la parte importante de su regreso a Invernalia es su relación con Sansa Stark, con Weiss siguiendo que la intención de la escena en las criptas donde se reúnen fue "establecer los comienzos de la historia donde Sansa se da cuenta de lo que es Arya ahora".
Hablando sobre la revelación de los dibujos de las cuevas con los Niños y los Primeros Hombres, Benioff afirmó que la inspiración de los dibujos fueron las pinturas rupestres creadas por hombres prehistóricos que se encontraron en Francia, y que la escena debía ser evocadora al notar los miles de años que han pasado desde que se crearon los dibujos.
Al escribir la batalla entre el ejército de los Lannister contra los Dothraki y Daenerys, Weiss declaró que uno de los elementos más emocionantes de la pelea era el hecho de que dos personajes principales estaban en lados opuestos de la batalla, y que es "imposible que uno de ellos gane e imposible que uno de ellos pierda": También comparó la introducción de un dragón en la guerra medieval con el uso de un avión de combate F-16 en una batalla medieval. Según Nikolaj Coster-Waldau, en una entrevista con Entertainment Weekly luego de la emisión del episodio, el guion decía que "uno de nuestros personajes principales está a punto de morir". Coster-Waldau también dijo sobre su personaje: "Jaime es tan idiota que piensa por un segundo: 'si puedo hacer esto, puedo ganar todo en un Ave María'".

## Recepción

### Audiencia
"Botín de Guerra" fue visto por 10.17 millones de espectadores en su primera emisión de HBO, que fue significativamente más alto que la calificación de la semana anterior. Esto estableció un récord de clasificación para Game of Thrones, como el episodio con mayor audiencia de la serie hasta ese momento, superando al estreno de la temporada.

### Crítica
El episodio recibió el reconocimiento generalizado de los críticos, que enumeraron la batalla entre Daenerys Targaryen y Jaime Lannister, el regreso de Arya a Invernalia e interacción con Brienne, y la conversación de Daenerys y Jon Snow en Rocadragón como puntos culminantes del episodio. Recibió una calificación del 98% en el sitio web Rotten Tomatoes con un promedio de 9.2/10. El consenso dice: "Botín de Guerra ofrece posiblemente la mejor secuencia de batalla de la serie hasta el momento, en un espectáculo apasionante, épico y feroz". El episodio también tiene una calificación de 9.8/10 en la comunidad de IMDb, siendo uno de los episodios mejor calificados en el sitio web.
Matt Fowler de IGN escribió en su revisión "los últimos tres episodios de Game of Thrones ahora han terminado con grandes momentos de acción, pero la batalla dragón/Dothraki en "Botín de Guerra", fue una de los más apasionantes y magníficos hasta la fecha. Incluso puede rivalizar con 'Hardhome' en términos de espectáculo". Continuó: "Game of Thrones no mostró teaser ni trailer esta semana, ya que fuimos testigos de una de las más feroces y atractivas peleas, con personajes principales favoritos de los fanáticos en lados opuestos. Además de eso, Arya, después de siete años, se dirigió a su hogar y logró superar a Brienne de Tarth en una sesión de entrenamiento amistoso. Hay tres Stark en Invernalia en este momento, pero con Meñique envenenando el pozo, las cosas todavía no están del todo bien". Puntuó al episodio con 10/10. Myles McNutt de The A.V de manera similar, el club elogió la secuencia final: "el episodio hace honor a su título al reforzar lo mucho más fructífera de la guerra como mecanismo de narración en este momento de la serie".